# Élections législatives de 1962 dans le Pas-de-Calais
Les élections législatives françaises de 1962 se déroulent les 18 et 25 novembre 1962. Dans le département du Pas-de-Calais, quatorze députés sont à élire dans le cadre de quatorze circonscriptions.

## Élus
| Circonscription | Député sortant                                  | Parti | Parti   | Député élu ou réélu | Parti | Parti   |
| --------------- | ----------------------------------------------- | ----- | ------- | ------------------- | ----- | ------- |
| 1re             | Guy Mollet                                      |       | SFIO    | Guy Mollet          |       | SFIO    |
| 2e              | Henri Duflot                                    |       | UNR     | Henri Duflot        |       | UNR-UDT |
| 3e              | Charles Chopin                                  |       | CNIP    | Maurice Delory      |       | UNR-UDT |
| 4e              | Charles Delesalle                               |       | Modérés | Marcel Béraud       |       | UNR-UDT |
| 5e              | Jeannil Dumortier                               |       | SFIO    | Jeannil Dumortier   |       | SFIO    |
| 6e              | Henri Collette                                  |       | UNR     | Henri Collette      |       | UNR-UDT |
| 7e              | Jacques Vendroux                                |       | UNR     | Jacques Vendroux    |       | UNR-UDT |
| 8e              | Pierre Guillain                                 |       | CNIP    | Benjamin Catry      |       | UNR-UDT |
| 9e              | Maurice Cassez                                  |       | MRP     | Édouard Carlier     |       | PCF     |
| 10e             | Raymond Derancy suppléant de Télesphore Caudron |       | SFIO    | Raymond Derancy     |       | SFIO    |
| 11e             | Just Évrard                                     |       | SFIO    | Jeannette Prin      |       | PCF     |
| 12e             | Henri Darras                                    |       | SFIO    | Henri Darras        |       | SFIO    |
| 13e             | Ernest Schaffner                                |       | SFIO    | Ernest Schaffner    |       | SFIO    |
| 14e             | Fernand Darchicourt                             |       | SFIO    | Fernand Darchicourt |       | SFIO    |

## Résultats

### Résultats à l'échelle du département
| Parti          | Parti                                          | Premier tour | Premier tour | Second tour | Second tour | Sièges |
| Parti          | Parti                                          | Voix         | %            | Voix        | %           | Sièges |
| -------------- | ---------------------------------------------- | ------------ | ------------ | ----------- | ----------- | ------ |
|                | Union pour la nouvelle République (UDT)        | 175 441      | 30,85        | 205 061     | 37,49       | 6      |
|                | Modérés                                        | 10 020       | 1,76         | 9 797       | 1,79        | 0      |
|                | Majorité présidentielle                        | 185 461      | 32,61        | 214 858     | 39,28       | 6      |
|                |                                                |              |              |             |             |        |
|                | Mouvement républicain populaire                | 49 997       | 8,79         | 11 604      | 2,12        | 0      |
|                | Centre national des indépendants et paysans    | 19 587       | 3,44         | Retrait     | Retrait     | 0      |
|                | Centre démocratique                            | 69 584       | 12,24        | 11 604      | 2,12        | 0      |
|                |                                                |              |              |             |             |        |
|                | Section française de l'Internationale ouvrière | 165 788      | 29,15        | 233 405     | 42,67       | 6      |
|                | Parti communiste français                      | 144 290      | 25,37        | 87 097      | 15,92       | 2      |
|                | Socialistes indépendants                       | 3 574        | 0,63         | Retrait     | Retrait     | 0      |
|                |                                                |              |              |             |             |        |
| Inscrits       | Inscrits                                       | 748 525      | 100,00       | 690 489     | 100,00      | 14     |
| Abstentions    | Abstentions                                    | 166 148      | 22,2         | 125 398     | 18,16       |        |
| Votants        | Votants                                        | 582 377      | 77,8         | 565 091     | 81,84       |        |
| Blancs et nuls | Blancs et nuls                                 | 13 680       | 2,35         | 18 127      | 3,21        |        |
| Exprimés       | Exprimés                                       | 568 697      | 97,65        | 546 964     | 96,79       |        |

### Résultats par circonscription

#### Première circonscription (Arras)
| Candidat       | Candidat                 | Parti          | Premier tour | Premier tour | Second tour | Second tour |  |
| Candidat       | Candidat                 | Parti          | Voix         | %            | Voix        | %           |  |
| -------------- | ------------------------ | -------------- | ------------ | ------------ | ----------- | ----------- |  |
|                | Jean Dhotel              | UNR-UDT        | 14 233       | 31,98        | 21 810      | 47,23       |  |
|                | Guy Mollet sortant réélu | SFIO           | 12 944       | 29,09        | 24 373      | 52,77       |  |
|                | Gaston Coquel            | PCF            | 11 362       | 25,53        | Retrait     | Retrait     |  |
|                | Roger Poudonson          | MRP            | 5 960        | 13,39        | Retrait     | Retrait     |  |
|                |                          |                |              |              |             |             |  |
| Inscrits       | Inscrits                 | Inscrits       | 57 759       | 100,00       | 57 758      | 100,00      |  |
| Abstentions    | Abstentions              | Abstentions    | 11 975       | 20,73        | 9 380       | 16,24       |  |
| Votants        | Votants                  | Votants        | 45 784       | 79,27        | 48 378      | 83,76       |  |
| Blancs et nuls | Blancs et nuls           | Blancs et nuls | 1 285        | 2,81         | 2 195       | 4,54        |  |
| Exprimés       | Exprimés                 | Exprimés       | 44 499       | 97,19        | 46 183      | 95,46       |  |

#### Deuxième circonscription (Bapaume)
| Candidat       | Candidat                   | Parti          | Premier tour | Premier tour | Second tour | Second tour |  |
| Candidat       | Candidat                   | Parti          | Voix         | %            | Voix        | %           |  |
| -------------- | -------------------------- | -------------- | ------------ | ------------ | ----------- | ----------- |  |
|                | Henri Duflot sortant réélu | UNR-UDT        | 15 819       | 37,12        | 22 003      | 50,17       |  |
|                | Henri Guidet               | SFIO           | 11 668       | 27,38        | 21 851      | 49,83       |  |
|                | René Camphin               | PCF            | 8 807        | 20,67        | Retrait     | Retrait     |  |
|                | Jules Catoire              | MRP            | 6 320        | 14,83        | Retrait     | Retrait     |  |
|                |                            |                |              |              |             |             |  |
| Inscrits       | Inscrits                   | Inscrits       | 54 271       | 100,00       | 54 269      | 100,00      |  |
| Abstentions    | Abstentions                | Abstentions    | 10 467       | 19,29        | 8 794       | 16,2        |  |
| Votants        | Votants                    | Votants        | 43 804       | 80,71        | 45 475      | 83,8        |  |
| Blancs et nuls | Blancs et nuls             | Blancs et nuls | 1 190        | 2,72         | 1 621       | 3,56        |  |
| Exprimés       | Exprimés                   | Exprimés       | 42 614       | 97,28        | 43 854      | 96,44       |  |

#### Troisième circonscription (Saint-Pol-sur-Ternoise)
| Candidat       | Candidat               | Parti          | Premier tour | Premier tour | Second tour | Second tour |  |
| Candidat       | Candidat               | Parti          | Voix         | %            | Voix        | %           |  |
| -------------- | ---------------------- | -------------- | ------------ | ------------ | ----------- | ----------- |  |
|                | Maurice Delory élu     | UNR-UDT        | 13 288       | 31,03        | 23 617      | 54,87       |  |
|                | Roland Cressent        | PCF            | 11 887       | 27,76        | 19 425      | 45,13       |  |
|                | Marcel Dollet          | SFIO           | 9 363        | 21,86        | Retrait     | Retrait     |  |
|                | Charles Chopin sortant | CNIP           | 8 288        | 19,35        | Retrait     | Retrait     |  |
|                |                        |                |              |              |             |             |  |
| Inscrits       | Inscrits               | Inscrits       | 52 844       | 100,00       | 52 844      | 100,00      |  |
| Abstentions    | Abstentions            | Abstentions    | 9 140        | 17,3         | 7 905       | 14,96       |  |
| Votants        | Votants                | Votants        | 43 704       | 82,7         | 44 939      | 85,04       |  |
| Blancs et nuls | Blancs et nuls         | Blancs et nuls | 878          | 2,01         | 1 897       | 4,22        |  |
| Exprimés       | Exprimés               | Exprimés       | 42 826       | 97,99        | 43 042      | 95,78       |  |

#### Quatrième circonscription (Montreuil-sur-Mer)
| Candidat       | Candidat          | Parti          | Premier tour | Premier tour | Second tour | Second tour |  |
| Candidat       | Candidat          | Parti          | Voix         | %            | Voix        | %           |  |
| -------------- | ----------------- | -------------- | ------------ | ------------ | ----------- | ----------- |  |
|                | Marcel Béraud élu | UNR-UDT        | 9 892        | 25,62        | 16 350      | 40,24       |  |
|                | Henri Elby        | Modérés        | 8 412        | 21,79        | 9 797       | 24,11       |  |
|                | André Monvoisin   | SFIO           | 6 381        | 16,53        | 14 480      | 35,64       |  |
|                | Henri Catteau     | MRP            | 5 578        | 14,45        | Retrait     | Retrait     |  |
|                | Paul Dumont       | PCF            | 4 770        | 12,36        | Retrait     | Retrait     |  |
|                | Gilles Flament    | Soc.ind.       | 3 574        | 9,26         | Retrait     | Retrait     |  |
|                |                   |                |              |              |             |             |  |
| Inscrits       | Inscrits          | Inscrits       | 51 495       | 100,00       | 51 489      | 100,00      |  |
| Abstentions    | Abstentions       | Abstentions    | 11 770       | 22,86        | 9 803       | 19,04       |  |
| Votants        | Votants           | Votants        | 39 725       | 77,14        | 41 686      | 80,96       |  |
| Blancs et nuls | Blancs et nuls    | Blancs et nuls | 1 118        | 2,81         | 1 059       | 2,54        |  |
| Exprimés       | Exprimés          | Exprimés       | 38 607       | 97,19        | 40 627      | 97,46       |  |

#### Cinquième circonscription (Boulogne-sur-Mer-Sud)
| Candidat       | Candidat                        | Parti          | Premier tour | Premier tour | Second tour | Second tour |  |
| Candidat       | Candidat                        | Parti          | Voix         | %            | Voix        | %           |  |
| -------------- | ------------------------------- | -------------- | ------------ | ------------ | ----------- | ----------- |  |
|                | Jeannil Dumortier sortant réélu | SFIO           | 13 072       | 35,09        | 22 565      | 57,57       |  |
|                | Robert Meaux                    | UNR-UDT        | 11 110       | 29,82        | 16 630      | 42,43       |  |
|                | Maurice Démaret                 | PCF            | 7 834        | 21,03        | Retrait     | Retrait     |  |
|                | Henri Bourgain                  | MRP            | 5 240        | 14,06        | Retrait     | Retrait     |  |
|                |                                 |                |              |              |             |             |  |
| Inscrits       | Inscrits                        | Inscrits       | 50 912       | 100,00       | 50 931      | 100,00      |  |
| Abstentions    | Abstentions                     | Abstentions    | 12 831       | 25,2         | 10 588      | 20,79       |  |
| Votants        | Votants                         | Votants        | 38 081       | 74,8         | 40 343      | 79,21       |  |
| Blancs et nuls | Blancs et nuls                  | Blancs et nuls | 825          | 2,17         | 1 148       | 2,85        |  |
| Exprimés       | Exprimés                        | Exprimés       | 37 256       | 97,83        | 39 195      | 97,15       |  |

#### Sixième circonscription (Boulogne-sur-Mer-Nord)
| Candidat       | Candidat                     | Parti          | Premier tour | Premier tour | Second tour | Second tour |  |
| Candidat       | Candidat                     | Parti          | Voix         | %            | Voix        | %           |  |
| -------------- | ---------------------------- | -------------- | ------------ | ------------ | ----------- | ----------- |  |
|                | Henri Collette sortant réélu | UNR-UDT        | 20 168       | 46,35        | 24 344      | 53,35       |  |
|                | Henri Henneguelle            | SFIO           | 14 724       | 33,84        | 21 284      | 46,65       |  |
|                | Auguste Defrance             | PCF            | 4 866        | 11,18        | Retrait     | Retrait     |  |
|                | Albert Stoclin               | CNIP           | 3 759        | 8,64         |             |             |  |
|                |                              |                |              |              |             |             |  |
| Inscrits       | Inscrits                     | Inscrits       | 56 341       | 100,00       | 56 334      | 100,00      |  |
| Abstentions    | Abstentions                  | Abstentions    | 11 958       | 21,22        | 9 734       | 17,28       |  |
| Votants        | Votants                      | Votants        | 44 383       | 78,78        | 46 600      | 82,72       |  |
| Blancs et nuls | Blancs et nuls               | Blancs et nuls | 866          | 1,95         | 972         | 2,09        |  |
| Exprimés       | Exprimés                     | Exprimés       | 43 517       | 98,05        | 45 628      | 97,91       |  |

#### Septième circonscription (Calais)
|                | Jacques Vendroux sortant réélu | UNR-UDT        | 22 118 | 55,05  |  |  |  |
|                | Marceau Danel                  | PCF            | 8 341  | 20,76  |  |  |  |
|                | Yves Roujean                   | SFIO           | 5 417  | 13,48  |  |  |  |
|                | Georges Boulanger              | MRP            | 4 303  | 10,71  |  |  |  |
|                |                                |                |        |        |  |  |  |
| Inscrits       | Inscrits                       | Inscrits       | 58 993 | 100,00 |  |  |  |
| Abstentions    | Abstentions                    | Abstentions    | 17 623 | 29,87  |  |  |  |
| Votants        | Votants                        | Votants        | 41 370 | 70,13  |  |  |  |
| Blancs et nuls | Blancs et nuls                 | Blancs et nuls | 1 191  | 2,88   |  |  |  |
| Exprimés       | Exprimés                       | Exprimés       | 40 179 | 97,12  |  |  |  |

#### Huitième circonscription (Saint-Omer)
| Candidat       | Candidat                | Parti          | Premier tour | Premier tour | Second tour | Second tour |  |
| Candidat       | Candidat                | Parti          | Voix         | %            | Voix        | %           |  |
| -------------- | ----------------------- | -------------- | ------------ | ------------ | ----------- | ----------- |  |
|                | Benjamin Catry élu      | UNR-UDT        | 18 330       | 38,33        | 25 701      | 52,36       |  |
|                | Paul Blondel            | SFIO           | 14 536       | 30,39        | 23 386      | 47,64       |  |
|                | Pierre Guillain sortant | CNIP           | 7 540        | 15,77        | Retrait     | Retrait     |  |
|                | Raymond Dufay           | PCF            | 7 418        | 15,51        | Retrait     | Retrait     |  |
|                |                         |                |              |              |             |             |  |
| Inscrits       | Inscrits                | Inscrits       | 59 017       | 100,00       | 59 006      | 100,00      |  |
| Abstentions    | Abstentions             | Abstentions    | 10 040       | 17,01        | 8 396       | 14,23       |  |
| Votants        | Votants                 | Votants        | 48 977       | 82,99        | 50 610      | 85,77       |  |
| Blancs et nuls | Blancs et nuls          | Blancs et nuls | 1 153        | 2,35         | 1 523       | 3,01        |  |
| Exprimés       | Exprimés                | Exprimés       | 47 824       | 97,65        | 49 087      | 96,99       |  |

#### Neuvième circonscription (Béthune)
| Candidat       | Candidat               | Parti          | Premier tour | Premier tour | Second tour | Second tour |  |
| Candidat       | Candidat               | Parti          | Voix         | %            | Voix        | %           |  |
| -------------- | ---------------------- | -------------- | ------------ | ------------ | ----------- | ----------- |  |
|                | Édouard Carlier élu    | PCF            | 11 809       | 28,51        | 19 172      | 43,26       |  |
|                | Charles Dubout         | UNR-UDT        | 9 878        | 23,85        | 13 547      | 30,56       |  |
|                | Maurice Cassez sortant | MRP            | 9 109        | 21,99        | 11 604      | 26,18       |  |
|                | Jacques Vincent        | SFIO           | 9 014        | 21,76        | Retrait     | Retrait     |  |
|                | Jacques Vincent        | Modérés        | 1 608        | 3,88         |             |             |  |
|                |                        |                |              |              |             |             |  |
| Inscrits       | Inscrits               | Inscrits       | 54 880       | 100,00       | 54 873      | 100,00      |  |
| Abstentions    | Abstentions            | Abstentions    | 12 541       | 22,85        | 9 472       | 17,26       |  |
| Votants        | Votants                | Votants        | 42 339       | 77,15        | 45 401      | 82,74       |  |
| Blancs et nuls | Blancs et nuls         | Blancs et nuls | 921          | 2,18         | 1 078       | 2,37        |  |
| Exprimés       | Exprimés               | Exprimés       | 41 418       | 97,82        | 44 323      | 97,63       |  |

#### Dixième circonscription (Bruay-en-Artois)
| Candidat       | Candidat                      | Parti          | Premier tour | Premier tour | Second tour | Second tour |  |
| Candidat       | Candidat                      | Parti          | Voix         | %            | Voix        | %           |  |
| -------------- | ----------------------------- | -------------- | ------------ | ------------ | ----------- | ----------- |  |
|                | André Mancey                  | PCF            | 15 164       | 39,22        | 17 645      | 45,13       |  |
|                | Raymond Derancy sortant réélu | SFIO           | 12 226       | 31,62        | 19 316      | 49,4        |  |
|                | André Everaere                | UNR-UDT        | 9 215        | 23,83        | 2 139       | 5,47        |  |
|                | Maximilien de Bettignies      | MRP            | 2 062        | 5,33         | Retrait     | Retrait     |  |
|                |                               |                |              |              |             |             |  |
| Inscrits       | Inscrits                      | Inscrits       | 51 019       | 100,00       | 51 002      | 100,00      |  |
| Abstentions    | Abstentions                   | Abstentions    | 11 696       | 22,92        | 10 251      | 20,1        |  |
| Votants        | Votants                       | Votants        | 39 323       | 77,08        | 40 751      | 79,9        |  |
| Blancs et nuls | Blancs et nuls                | Blancs et nuls | 656          | 1,67         | 1 651       | 4,05        |  |
| Exprimés       | Exprimés                      | Exprimés       | 38 667       | 98,33        | 39 100      | 95,95       |  |

#### Onzième circonscription (Cambrin)
| Candidat       | Candidat            | Parti          | Premier tour | Premier tour | Second tour | Second tour |  |
| Candidat       | Candidat            | Parti          | Voix         | %            | Voix        | %           |  |
| -------------- | ------------------- | -------------- | ------------ | ------------ | ----------- | ----------- |  |
|                | Jeannette Prin élue | PCF            | 13 334       | 33,39        | 16 213      | 37,31       |  |
|                | Just Évrard sortant | SFIO           | 12 734       | 31,89        | 14 025      | 32,28       |  |
|                | Raoul Leblond       | UNR-UDT        | 9 802        | 24,55        | 13 213      | 30,41       |  |
|                | Bernard Gombert     | MRP            | 4 063        | 10,17        | Retrait     | Retrait     |  |
|                |                     |                |              |              |             |             |  |
| Inscrits       | Inscrits            | Inscrits       | 52 285       | 100,00       | 53 285      | 100,00      |  |
| Abstentions    | Abstentions         | Abstentions    | 11 256       | 21,53        | 9 010       | 16,91       |  |
| Votants        | Votants             | Votants        | 41 029       | 78,47        | 44 275      | 83,09       |  |
| Blancs et nuls | Blancs et nuls      | Blancs et nuls | 1 096        | 2,67         | 824         | 1,86        |  |
| Exprimés       | Exprimés            | Exprimés       | 39 933       | 97,33        | 43 451      | 98,14       |  |

#### Douzième circonscription (Liévin)
| Candidat       | Candidat                   | Parti          | Premier tour | Premier tour | Second tour | Second tour |  |
| Candidat       | Candidat                   | Parti          | Voix         | %            | Voix        | %           |  |
| -------------- | -------------------------- | -------------- | ------------ | ------------ | ----------- | ----------- |  |
|                | Henri Darras sortant réélu | SFIO           | 16 426       | 41,67        | 28 850      | 75,97       |  |
|                | Léandre Létoquart          | PCF            | 14 387       | 36,49        | Retrait     | Retrait     |  |
|                | Roger Cailleteau           | UNR-UDT        | 6 331        | 16,06        | 9 128       | 24,03       |  |
|                | Jean Vasseur               | MRP            | 2 279        | 5,78         | Retrait     | Retrait     |  |
|                |                            |                |              |              |             |             |  |
| Inscrits       | Inscrits                   | Inscrits       | 52 620       | 100,00       | 52 613      | 100,00      |  |
| Abstentions    | Abstentions                | Abstentions    | 12 453       | 23,67        | 12 874      | 24,47       |  |
| Votants        | Votants                    | Votants        | 40 167       | 76,33        | 39 739      | 75,53       |  |
| Blancs et nuls | Blancs et nuls             | Blancs et nuls | 744          | 1,85         | 1 761       | 4,43        |  |
| Exprimés       | Exprimés                   | Exprimés       | 39 423       | 98,15        | 37 978      | 95,57       |  |

#### Treizième circonscription (Lens)
| Candidat       | Candidat                       | Parti          | Premier tour | Premier tour | Second tour | Second tour |  |
| Candidat       | Candidat                       | Parti          | Voix         | %            | Voix        | %           |  |
| -------------- | ------------------------------ | -------------- | ------------ | ------------ | ----------- | ----------- |  |
|                | Jules Tell                     | PCF            | 11 759       | 35,74        | 14 642      | 40,89       |  |
|                | Ernest Schaffner sortant réélu | SFIO           | 11 670       | 35,47        | 15 694      | 43,82       |  |
|                | Beni Onnès Saïm                | UNR-UDT        | 6 750        | 20,52        | 5 476       | 15,29       |  |
|                | Fernand Lemaille               | MRP            | 2 723        | 8,28         | Retrait     | Retrait     |  |
|                |                                |                |              |              |             |             |  |
| Inscrits       | Inscrits                       | Inscrits       | 44 402       | 100,00       | 44 398      | 100,00      |  |
| Abstentions    | Abstentions                    | Abstentions    | 10 458       | 23,55        | 7 587       | 17,09       |  |
| Votants        | Votants                        | Votants        | 33 944       | 76,45        | 36 811      | 82,91       |  |
| Blancs et nuls | Blancs et nuls                 | Blancs et nuls | 1 042        | 3,07         | 999         | 2,71        |  |
| Exprimés       | Exprimés                       | Exprimés       | 32 902       | 96,93        | 35 812      | 97,29       |  |

#### Quatorzième circonscription (Hénin-Beaumont)
| Candidat       | Candidat                          | Parti          | Premier tour | Premier tour | Second tour | Second tour |  |
| Candidat       | Candidat                          | Parti          | Voix         | %            | Voix        | %           |  |
| -------------- | --------------------------------- | -------------- | ------------ | ------------ | ----------- | ----------- |  |
|                | Fernand Darchicourt sortant réélu | SFIO           | 15 613       | 40           | 27 581      | 71,3        |  |
|                | Jean Ooghe                        | PCF            | 12 552       | 32,16        | Retrait     | Retrait     |  |
|                | Pierre Codron                     | UNR-UDT        | 8 507        | 21,79        | 11 103      | 28,7        |  |
|                | Jacques Revel                     | MRP            | 2 360        | 6,05         | Retrait     | Retrait     |  |
|                |                                   |                |              |              |             |             |  |
| Inscrits       | Inscrits                          | Inscrits       | 51 687       | 100,00       | 51 687      | 100,00      |  |
| Abstentions    | Abstentions                       | Abstentions    | 11 940       | 23,1         | 11 604      | 22,45       |  |
| Votants        | Votants                           | Votants        | 39 747       | 76,9         | 40 083      | 77,55       |  |
| Blancs et nuls | Blancs et nuls                    | Blancs et nuls | 715          | 1,8          | 1 399       | 3,49        |  |
| Exprimés       | Exprimés                          | Exprimés       | 39 032       | 98,2         | 38 684      | 96,51       |  |